# والدراما (فیلم)
والدراما فیلمی به کارگردانی و نویسندگی عباس امینی و تهیه‌کنندگی مجید برزگر محصول سال ۱۳۹۵ است.

## داستان فیلم
دربارهٔ نوجوانی در آبادان است که به دلیل موهای فرش به «والدراما» (بازیکن فوتبال کلمبیایی) معروف شده‌است. والدراما بر اثر اتفاقی مجبور به ترک آبادان می‌شود و به تهران می‌رود و در این شهر درگیر ماجراهایی می‌شود و…

## جوایز فیلم
برنده بهترین فیلم جشنواره فیلم‌های ایرانی پراگ ۲۰۱۷ / حضور در: شسصت و ششمین جشنواره فیلم برلین نسل نو۲۰۱۶ / جشنواره فیلم کلن آلمان۲۰۱۶ / جشنواره فیلم مونیخ آلمان۲۰۱۶/ جشنواره فیلم رم ایتالیا ۲۰۱۶/ جشنواره فیلم‌های ایرانی سیدنی ۲۰۱۶ / جشنواره فیلم بمبئی هند ۲۰۱۶ / جشنواره فیلم ویسبادن آلمان ۲۰۱۶ / جشنواره فیلم داکا بنگلادش ۲۰۱۷ / جشنواره فیلم پونا هند ۲۰۱۷/جشنواره فیلم بوگوتا کلمبیا 2016/جشنواره فیلم پاریس 2017/